# Pouldouran
Pouldouran korábbi község Franciaországban, Côtes-d’Armor megyében. Lakosainak száma 167 fő (2018. január 1.). Pouldouran Hengoat, Trédarzec és Troguéry községekkel határos.
2019. január 1-jén három másik korábbi községgel egyesült és az így létrejött La Roche-Jaudy új község része lett.

## Népesség
A település népességének változása:
| Lakosok száma | 212  | 162  | 146  | 160  | 145  | 163  | 165  | 161  | 165  | 167  |
|               | 1968 | 1975 | 1990 | 1999 | 2006 | 2011 | 2013 | 2015 | 2017 | 2018 |